# 安格斯 (英國國會選區)
安格斯（英語：Angus），英國國會一郡選區，位於蘇格蘭。選區範圍包括除鄧迪周圍的安格斯地區。選區創設於1997年。
本選創設以來當區議員皆為自民黨籍，保守黨緊隨其後。2010年大選中自民黨的邁克·維爾以39.6%選票當選連任。